# الشولان (بني ضبيان)

تعديل مصدري - تعديل

الشولان هي إحدى قرى عزلة بني ضبيان بمديرية بني ضبيان التابعة لمحافظة صنعاء، بلغ تعداد سكانها 196 نسمة حسب تعداد اليمن لعام 2004.